# AMV Würzburg
Die Akademisch-Musikalische Verbindung Würzburg ist eine farbenführende, nichtschlagende, musische Studentenverbindung und ist Mitglied im Sondershäuser Verband Akademisch-Musikalischer Verbindungen (SV). Sie wurde am 23. Januar 1872 als Akademischer Gesangverein (AGV) Würzburg gegründet und ist weder konfessionell noch parteipolitisch gebunden.

## Einordnung
Die AMV Würzburg ist ein Bund männlicher Studenten mit musischer Ausrichtung. Ihre Prinzipien sind Lied, Freundschaft, Vaterland, der Bundesspruch lautet:

„Der deutsche Sang, die deutsche Treu zeitlebenslang gepriesen sei!“

Ihre Farben sind in Anlehnung an den Fränkischen Rechen rot-weiß. Sie werden nicht durch Band und Mütze getragen, sondern in Form der Reversschleife und des Zipfelbundes geführt.
Voraussetzung für eine Vollmitgliedschaft ist die Immatrikulation an einer der drei Würzburger Hochschulen sowie ein Interesse für musische und kulturelle Aktivitäten. Das Ziel ist die „Verschönerung des studentischen Lebens durch die Pflege der Musik und des deutschen Liedes und die Erziehung zu Freundschaft und engem Zusammenhalt zu einem Lebensbund ehrenhafter und charakterfester Männer“ (§1 der Bundessatzung).

## Geschichte

### Gründung
Die AMV Würzburg wurde am 23. Januar 1872 als Akademischer Gesangverein von 17 jungen Männern in der ehemaligen „Restauration Bavaria“ in Würzburg gegründet. In bewusster Abkehr von den studentischen Korporationen damaliger Prägung, verzichteten die Gründungsmitglieder auf Band und Mütze (Schwarzes Prinzip), lehnten eine konfessionelle oder parteipolitische Bindung sowie die Bestimmungsmensur ab.
Der AGVW war in erster Linie aus dem Gegensatz zu den alten Verbindungen, welche das Waffenprinzip ausschließlich betonten, als moderne, freie Vereinigung entstanden. Wurde die Satisfaktionsfrage und damit die Verteidigung der eigenen, studentischen Ehre anfangs noch als Privatsache jedes Mitgliedes betrachtet, so entschied man sich 1890 einen Fechtclub zum Schutze seiner Mitglieder zu gründen. Im Jahre 1905 wurde schließlich sogar das Prinzip der unbedingten Satisfaktion angenommen, sodass der Verein ab dem 27. Oktober 1920 Korporationswaffen führte und somit in die Reihe schlagender Verbindungen eingetreten war. Ausgetragen wurden die Ehrenhändel mit schweren Säbeln, welche leichter als die üblichen Mensurschläger und somit wesentlich gefährlicher waren.
Noch im Gründungsjahr trat der AGV Würzburg dem 1867 gegründeten „Kartellverband Deutscher Studentengesangvereine“ bei, der seit 1897 den Namen „Sondershäuser Verband“ trägt. Die damals neue, moderne geistige Konzeption des AGV ließ diesen rasch anwachsen, wodurch er in den Jahren 1874/75 mit 81 Aktiven einen ersten Höchststand erreichte.

### Die zwei Weltkriege
Mit Beginn des Ersten Weltkrieges kam das Bundesleben fast zum Erliegen. Das Verbindungshaus diente in dieser Zeit als Lazarett und wurde nach dem Krieg vom Roten Kreuz wiederhergestellt.
1922 wurde das 50. Stiftungsfest gefeiert. Der AGVW hatte zu dieser Zeit 646 Philister, 80 Aktive, 23 Inaktive und 20 Auswärtige. Da die Inflation immer mehr ihrem Höhepunkt zutrieb, wurde eine Aktivennothilfe ins Leben gerufen, um dieselben finanziell zu unterstützen.
Im Zuge der nationalsozialistischen Machtergreifung wurde der AGVW 1935 aufgelöst und als Kameradschaft V „Florian Geyer“ dem Nationalsozialistischen Deutschen Studentenbund (NSDStB) angegliedert. Nach dem Krieg wurden im Zuge der Entnazifizierung sämtliche Studentenkameradschaften verboten, doch fanden weiterhin Zusammenkünfte im Rahmen des so genannten „Ochsenfurter Kreises“ statt.

### Nachkriegszeit
Ein Rundbrief an die Mitglieder vom 1. Mai 1949 verkündete, dass der AGVW wieder bestand. Im Juli 1949 übertrug das Bayrische Staatsministerium dem am 3. Oktober 1948 neu gegründeten und lizenzierten AGVW e. V. die Eigentumsrechte am Verbindungshaus in der Valentin-Becker-Straße. Es begann der Wiederaufbau des Verbindungslebens.
Zum 80. Stiftungsfest, das vom 18. bis zum 22. Juli 1952 stattfand, wurde der AGVW in „Akademisch-Musikalische Verbindung (AMV)“ umbenannt. Aufgrund von Streitigkeiten innerhalb der Verbindung (Wiederaufbau des Bundes mit korporativen Strukturen oder Gründung eines Clubs nach englischem Vorbild) kam es in den Folgejahren zu einem massiven Aktivenschwund und gleichzeitiger Verschuldung durch die enormen Kosten für die Wiederherstellung des Hauses. Diese Schulden erreichten 1979 ein Rekordhoch von 500.000 DM. Durch eine in der Geschichte des Bundes einzigartige Spendenaktion („Aktion Walberer“), schaffte es die AMVW bis 1991 schuldenfrei zu werden.
Seit den 1990er Jahren ist die AMV Würzburg mit der Konsolidierung der Finanzen beschäftigt. Auch wird das mittlerweile betagte Verbindungshaus stetig erneuert und renoviert.

### Gegenwart
Die AMV Würzburg kann heute ca. 40 junge Studenten und 250 Alte Herren in ihren Reihen verzeichnen. Mit einem gemischten Rock/Pop-Chor, der Big Band, einer Theatergruppe und einer Rock-Band bestehen derzeit vier musische Gruppen für die kulturelle Betätigung der Aktiven. Zusätzlich tun sich immer wieder kleinere Ensembles, wie aktuell das Vokalensemble zusammen.
Jedes Mitglied der Verbindung verpflichtet sich an einer dieser musischen Gruppen aktiv teilzunehmen. Des Weiteren finden Konzerte und Vortragsabende statt. Die AMV Würzburg pflegt Beziehungen zu den Verbindungen im Sondershäuser Verband und den Würzburger Korporationen.

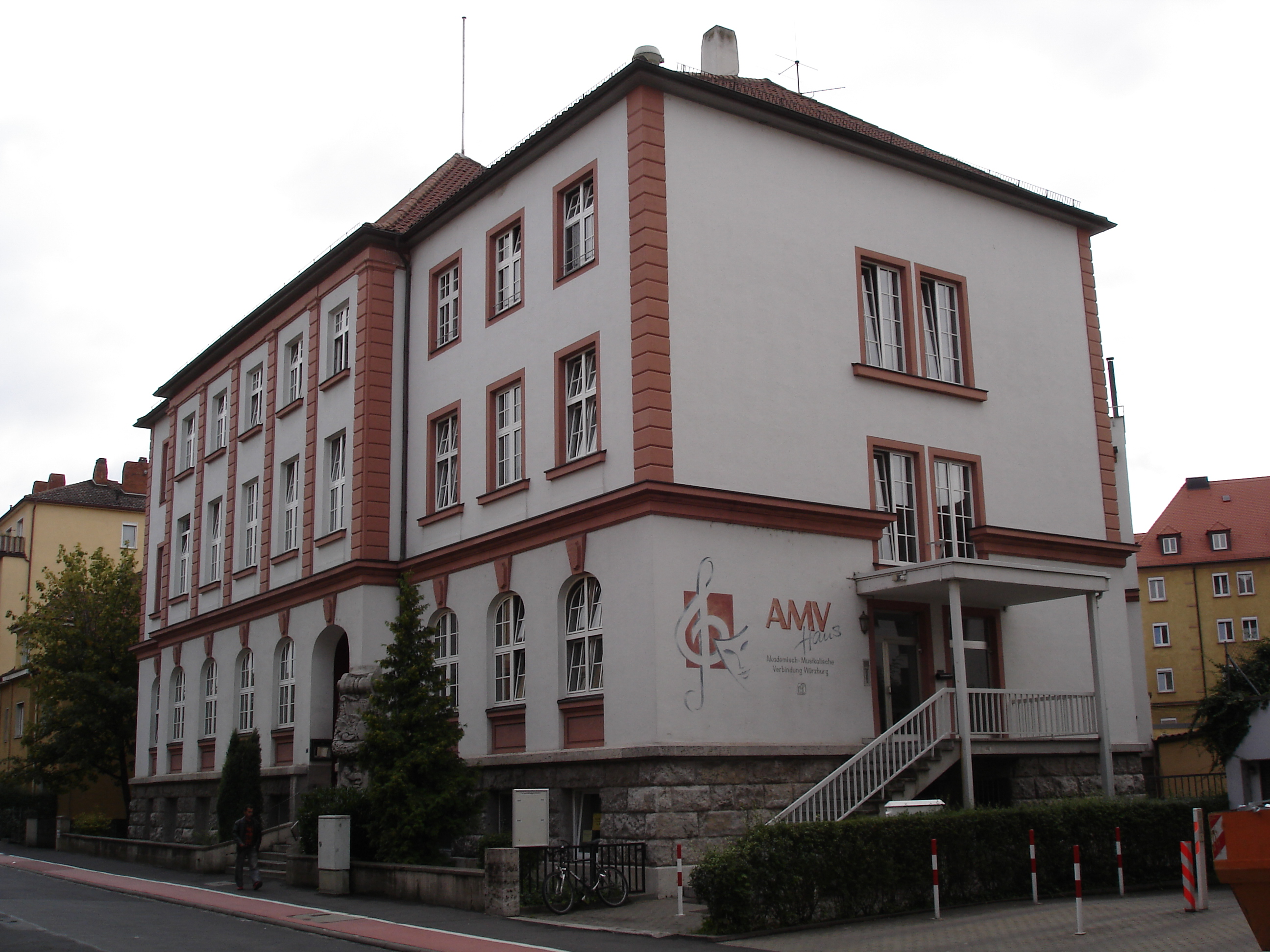
Bundeshaus in der Valentin-Becker Str. 2 im Würzburger Frauenland

## Verbindungshaus
Zum Pfingstfest 1891 erfolgte der Einzug in das erste Verbindungshaus am damaligen Grasweg 2 (heute Valentin-Becker Straße). Dieses Haus jedoch war den stetig wachsenden Mitgliederzahlen nicht gewachsen, und so erfolgte bereits 1912 die Grundsteinlegung für das zweite Haus, welches in seinem Grundriss heute noch besteht. Während des Zweiten Weltkriegs wurde das Haus vom Reichsarbeitsdienst (RAD) in Beschlag genommen und zu einem Zeughaus umfunktioniert. Beim Bombenangriff auf Würzburg am 16. März 1945 wurde es fast vollständig zerstört. Nur die Außenfassade und ein kleiner Kellerraum blieben erhalten. Der Wiederaufbau wurde nach dem Krieg mit 13.500 DM beziffert. Da Baumaterial knapp war, holzte ein Verbandsphilister aus München eigens ein Stück seines Waldes ab und spendete dem AGVW einen neuen Dachstuhl. Allerdings konnte er nur ein einfaches Dach erbringen und nicht ein solch filigranes Giebeldach wie zuvor. So entschloss man sich, um die Kapazität des Hauses zu erhalten, die Außenmauern des Hauses auf eine einheitliche Höhe anzuheben und so ein weiteres Stockwerk aufzusetzen. So kam die Kuriosität zustande, dass das Haus wegen eines Geldmangels größer wurde als zuvor. 1954 war das Haus wieder bezugsfertig und bis 1971 wurde es von Grund auf renoviert und ausgebaut.
Heute beherbergt es neben den Räumen der AMV ein Theater sowie ein Jugendtheater und ist somit das größte Verbindungshaus Würzburgs.

## Bekannte Mitglieder
- Ludwig von Ammon (1850–1922), Geologe und Paläontologe
- Alfred Bauberger (1866–1937), Opernsänger
- Valentin Becker (1814–1890), Komponist, Ehrenphilister und erster Dirigent des AGV
- Simon Breu (1858–1933), Komponist und Musiklehrer
- Georg von Breunig (1855–1933), bayerischer Finanzminister
- Paul Buchner (1886–1978), Zoologe
- Max Conrad (1848–1920), Chemiker
- Hans Ehard (1887–1980), Politiker, Bayerischer Ministerpräsident
- Hermann Fischer (1884–1936), Botaniker, Geologe und Wissenschaftshistoriker
- Emil Greul (1895–1993), Arzt und Sanitätsoffizier
- Albert Hahl (1868–1945), deutscher Kolonialbeamter und Gouverneur von Deutsch-Neuguinea
- Max Henkel (1870–1941), Gynäkologe und Geburtshelfer
- Karl Höller (1907–1987), Komponist
- Julius von Kennel (1854–1939), Zoologe, Entomologe und Hochschullehrer
- Erasmus Kittler (1852–1929), Elektrotechnik-Pionier und Physiker
- Armin Knab (1881–1951), Komponist
- Erich Lexer (1867–1937), Chirurg, Begründer der Plastischen Chirurgie
- Matthias Lexer (1830–1892), Germanist und Lexikograph
- Reinhart Maurach (1902–1976), Jurist
- Friedrich Oechsner (1902–?), Volkswirt, Vizepräsident der Landeszentralbank Bayern
- Josef Max Reichert (1865–?), Senatspräsident am Reichsgericht und Vorsitzender des Deutschen Richterbunds
- Fritz Rheinisch (1868–1953), Jurist, Reichsgerichtsrat
- Martin Schenck (1876–1960), Biochemiker
- Rudolf Schiedermair (1909–1991), Jurist, Richter und Experte für Verwaltungsrecht; Präsident des Würzburger Verwaltungsgerichts
- Hermann Weitnauer (1910–1999), Jurist und Hochschullehrer
- Hans Adolf Wislicenus (1867–1951), Chemiker und Förster